# Walter Holzner
Walter Holzner (* 27. Oktober 1966 in Kufstein; † 25. Oktober 2007 in Innsbruck) war ein österreichischer Sportschütze und Paralympics-Teilnehmer.
Holzner wuchs in Kufstein auf. Nach einer Kfz-Mechanikerlehre arbeitete er in Wolfurt bei den Österreichischen Bundesbahnen (ÖBB). August 1987 hatte Holzner einen schweren Motorradunfall, infolge dessen er eine Querschnittlähmung erlitt. Nach seinem Aufenthalt im Rehazentrum in Bad Häring setzte er seine Arbeit bei den ÖBB fort, war nun jedoch für diese in Kufstein tätig. Hier lernte er den Landessportwart für den Behindertensport kennen und wurde von diesem überredet, sich im Schießsport zu betätigen.
Nach anfänglichen Schwierigkeiten und dem Beitritt zur Schützengilde Ebbs erzielte Holzner 1997 bei den Tiroler Meisterschaften erste Erfolge. Es folgten Meistertitel bei den Staatsmeisterschaften. Holzner wurde nun in die Nationalmannschaft berufen. Bei der Weltmeisterschaft 2002 in Seoul gewann er die Bronzemedaille im freien Gewehr mit der Mannschaft und erzielte des Weiteren zwei vierte Plätze mit dem Luftgewehr im Einzel und in der Mannschaft. Bei den Europameisterschaften 2003 in Brünn gewann er Gold. Auf Grund seiner sportlichen Erfolge wurde ihm das Goldene Verdienstzeichen der Republik Österreich verliehen und seine Heimatstadt Kufstein wählte ihn zum Sportler des Jahres.
2004 nahm Holzner an den Sommer-Paralympics 2004 in Athen teil. Des Weiteren gewann er weitere Staatsmeistertitel und Tiroler Meisterschaften. Bei den Europameisterschaften in Suhl gewann er im Wettbewerb „Falling Target“ seine erste Einzel-Goldmedaille. Auch wurde er amtierender Europameister im Sportschießen/Gewehr R1 mit der Mannschaft und zweifacher Vize-Europameister im R1 und R7 Team. Nachdem sich sein Gesundheitszustand bereits während der Europameisterschaften verschlechtert und Holzner über Kopfschmerzen geklagt hatte, starb er im Oktober 2007 unerwartet nach kurzer, schwerer Krankheit in einem Krankenhaus in Innsbruck.